# Isaac Anton de Sansdouville Dupuis de Sacetôt

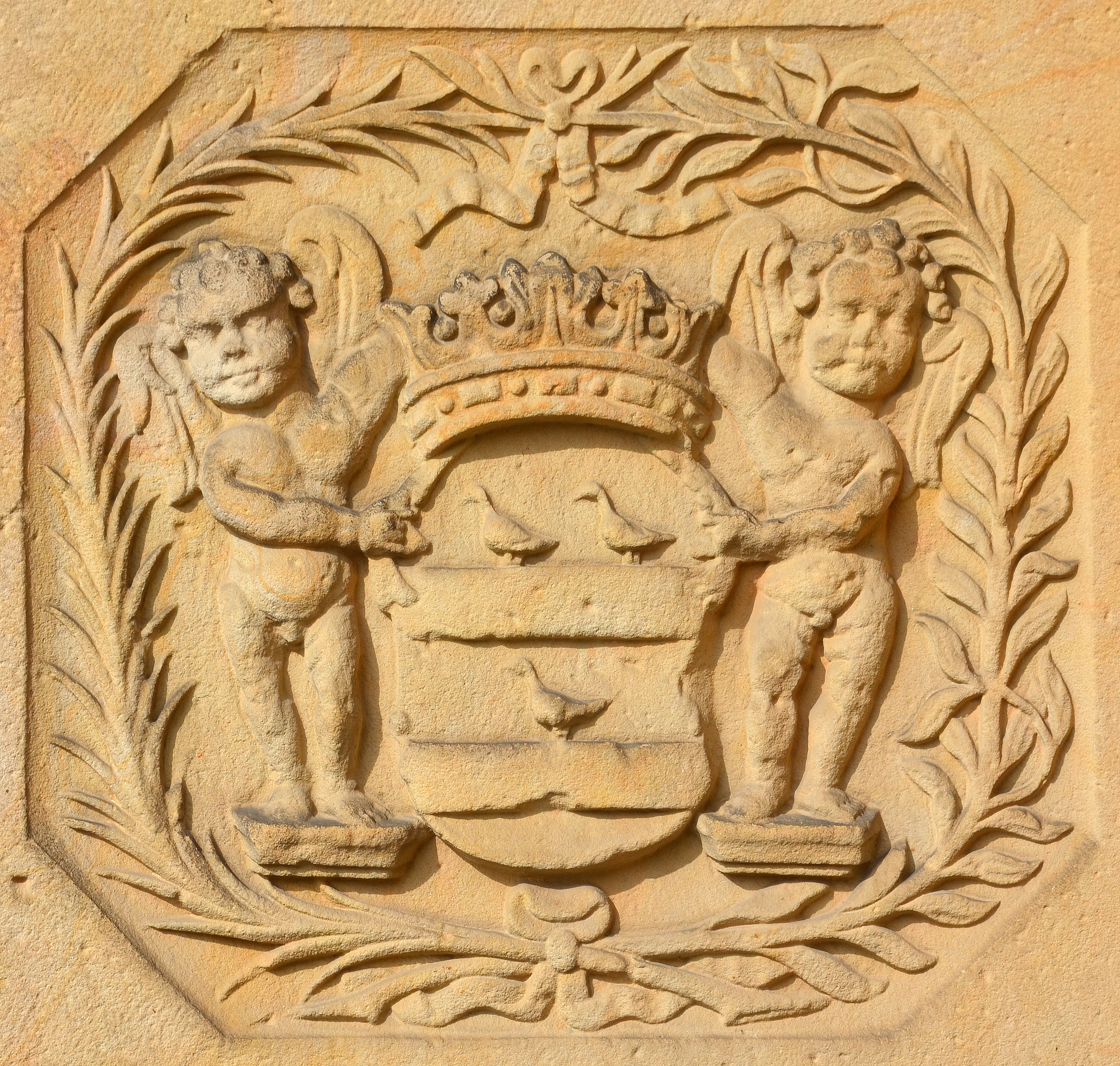
Wappen des Barons mit zwei (schwarzen) Balken und darüber drei (schwarze) Vögel, hier unter einer von zwei Putten gehaltenen Krone

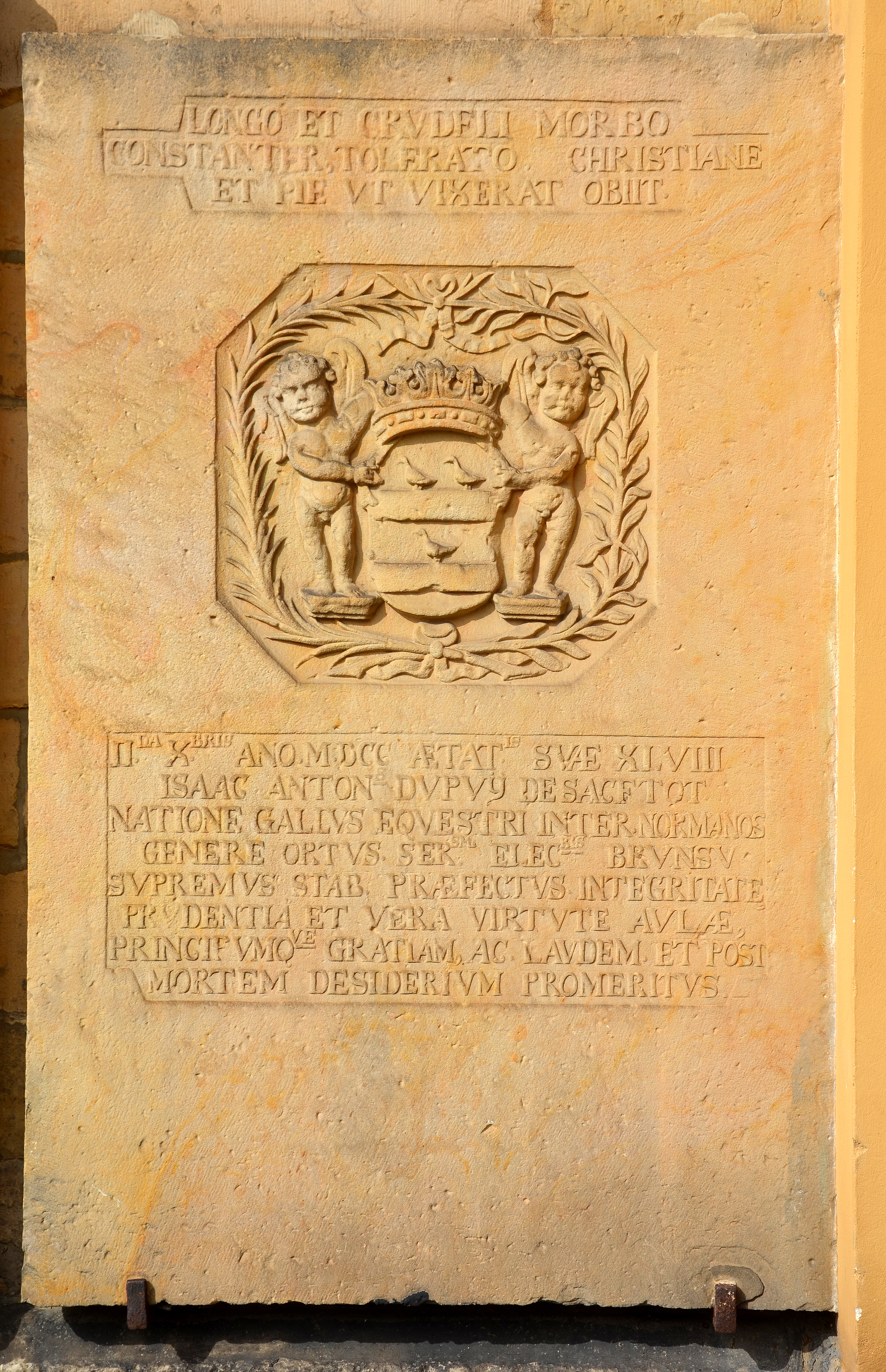
Ehemalige Grabplatte Dupuis de Sacetôts aus der Neustädter Hof- und Stadtkirche St. Johannis, heute als Epitaph an der Außenmauer zum Neustädter Markt angebracht

Isaac Anton de Sansdouville Dupuis Baron de Sacetôt, auch: Isaac Antoine Dupuis de Sacetôt, (* 1662 in der Normandie; † 2. Dezember 1700 in Hannover) war ein aus Frankreich emigrierter Flüchtling („Réfugié“) und Hugenotte sowie ein als Baron in den Adelsstand erhobener kurfürstlich-hannoverscher Oberstallmeister.

## Leben
Isaac Antoine Dupuis de Sacetôt gehörte dem reformierten Christentum an und floh nach der Aufhebung des Edikts von Nantes am 18. September 1685 durch den französischen Sonnenkönig Ludwig XIV. und angelockt durch Privilegien des damaligen Herzogs von Braunschweig-Lüneburg, Ernst August in dessen Residenzstadt Hannover.
Anfangs konnte Dupuis de Sacetôt seinen Gottesdienst noch unter dem ebenfalls aus Frankreich stammenden Prediger Claude Guillaume de La Bergerie und zunächst am Hof von Ernst Augusts Ehefrau und nachmaliger Kurfürstin Sophie nachkommen. Als die reformierte Gemeinde der aus Frankreich nachrückenden „Réfugiés“ dann jedoch immer stärker anwuchs, wurde Dupuis de Sacetôt gemeinsam mit
seinem Glaubens- und Leidensgenossen Simeon de la Chevallerie und drei weiteren Glaubensbrüdern am 17. Januar 1697 in das „Consistoire“ gewählt: Mit der Wahl dieser fünf Ältesten, dem Presbyterium, war die Gründung der hannoverschen Französisch-reformierten Gemeinde vollzogen.
Es war Dupuis de Sacetôt, der der neugegründeten Gemeinde ihre Immobilien kaufte – drei Häuser in der Calenberger Neustadt an der damaligen Straße Auf dem kleinen Brand Ecke Wagenerstraße – und mit großem Einsatz deren Umbau zum unauffälligen „temple“ betrieb. Das Pfarrhaus und ein Kirchenraum konnten am 13. November 1699 eingeweiht werden.
Dupuis de Sacetôt starb im Jahr 1700 in Hannover. Sein – denkmalgeschützter – Grabstein findet sich als heutiges Epitaph am Querschiff der zum Neustädter Markt gelegenen Außenmauer der Neustädter Hof- und Stadtkirche.

## Cathérine de la Chevallerie Baronesse de la Motte
Dupuis de Sacetôt war mit Cathérine de la Chevallerie, Baronesse de la Motte verheiratet, einer Cousine des Mitbegründers der hannoverschen Französisch-reformierten Gemeinde, de la Chevallerie. Cathérine war anfänglich Hofdame von Kurfürstin Sophie gewesen, bevor sie später in Berlin Oberhofmeisterin von deren Tochter wurde, der Kurfürstin und nachmaligen ersten Königin von Preußen, Sophie Charlotte von Hannover.